# Уолден, Эшли
Эшли Уолден (англ. Ashley Walden, урождённая Хейден, 5 ноября 1981, Фреймингхем, Массачусетс) — американская саночница, выступавшая за сборную США с 1998 по 2011 год. Участница зимних Олимпийских игр в Солт-Лейк-Сити, обладательница двух серебряных медалей чемпионата мира, многократная победительница национального первенства.

## Биография
Эшли Уолден родилась 5 ноября 1981 года в городе Фреймингхем, штат Массачусетс. Активно заниматься санным спортом начала в возрасте пятнадцати лет, вскоре прошла отбор в национальную сборную и присоединилась к команде США. В 2000 году завоевала золотую медаль североамериканских соревнований, два последующих года брала там бронзу, тогда как в 2001 году впервые приняла участие в заездах взрослого чемпионата мира и сразу же закрыла десятку сильнейших. Благодаря череде удачных выступлений удостоилась права защищать честь страны на Олимпийских играх в Солт-Лейк-Сити, где впоследствии финишировала восьмой.
На чемпионате мира 2004 года в японском Нагано завоевала серебряную медаль в командных соревнованиях, годом спустя на мировом первенстве в Парк-Сити повторила это достижение. Кроме того, в январе 2005 года показала свой лучший результат на Кубке мира, приехав третьей на этапе в немецком Винтерберге. Кубковый сезон 2006/07 оказался для Уолден самым успешным, несмотря на то, что на подиум она не попала ни разу, в общем зачёте заняла, тем не менее, шестое место, которое остаётся лучшим её достижением на этих соревнованиях.
Дальнейшая карьера Эшли Уолден складывалась не так удачно, она продолжала принимать участие в главных международных стартах, но существенного результата так и не добилась, поэтому в 2011 году приняла решение завершить карьеру профессиональной спортсменки, уступив место молодым американским саночницам. С 2006 года замужем за натурализованным шведским саночником Бенгтом Уолденом, на Олимпийских играх 2010 года в Ванкувере работала обозревательницей от телевизионного канала NBC Sports.